# Георги Пирдопски
Георги Иванов Георгиев (Пирдопски) е български граничар.
Той служи на българо-гръцката граница в гранична застава край с. Мезек, общ. Свиленград.
На 3 ноември 1951 година по време на последния си граничен наряд преди уволнението си от военна служба загива североизточно от с. Мезек при престрелка с група въоръжени диверсанти, целта на които е да извършат диверсия в химическия комбинат в Димитровград.
В близост до лобното му място има негов паметник, който се намира сред лозовите масиви на винарски комплекс „Катаржина Естейт“.
В негова чест след смъртта му заставата в с. Мезек е преименувана на „Георги Пирдопски“. В двора на заставата все още стои паметникът на граничаря.
Във връзка със смъртта на Георги Пирдопски, на 16 ноември 1951 г. Министерство на външните работи на НРБ и Българското правителство изпращат до Секретариата на ООН, а чрез него до Правителството на Република Гърция и страните, членки на ООН протестно писмо. В това писмо се обръща внимание на системните правокации, враждебни действия и нарушения на гръцките гранични власти, прерастващи в организирани агресивни актове. Подробно са описани и обстоятелстватаа, при които на 80 м. в българската територия е застрелян Георги Пирдопски. Българското правителство си запазва правото да предяви претенции за обезщетение на семейството на убития граничар.